# Морозова, Анна Петровна
Анна Петровна Морозова (19 сентября 1930, Харьковский округ, Украинская ССР — 2 ноября 1987, Харьков) — советская работница, государственный деятель, Герой Социалистического Труда.

## Биография
Родилась 19 сентября 1930 года на территории Харьковского округа Украинской ССР (ныне — Харьковская область Украины). Украинка.
Трудовую деятельность начала в 1949 году.
В 1950—1987 годах работала на Харьковском производственном объединении трикотажных предприятий Министерства лёгкой промышленности Украинской ССР (позднее именовалось Харьковским производственным трикотажным объединением) вязальщицей.
При типовой норме в 4 машины обслуживала 8—10 кругловязальных машин.
Удостаивалась званий победителя республиканского соревнования рабочих основных профессий в текстильной и лёгкой промышленности, отличника социалистического соревнования УССР, ударника коммунистического труда.
По итогам восьмой пятилетки (1966—1970) была награждена орденом Трудового Красного Знамени.
В годы девятой пятилетки вместо четырёх машин по норме, обслуживала двенадцать, в результате выполняя ежедневно два сменных задания. 6 июня 1973 года досрочно выполнила задание девятой пятилетки. Дополнительно выработала около 105 тонн трикотажной хлопчато-бумажной ткани. При плане в 95,4 %, выдавала 97,3 % продукции первого сорта. С начала пятилетки к 1974 году сэкономила 422 килограмма пряжи (количество, достаточное для изготовления изделий верхнего трикотажа в количестве 2100 штук).
Завоевала звание «Лучший работник лёгкой промышленности девятой пятилетки». Её имя занесли в районную Книгу трудовой славы.
31 декабря 1973 года Президиум Верховного Совета СССР принял Указ, которым присвоил Анне Петровне Морозовой звание Героя Социалистического Труда с вручением золотой медали «Серп и молот» и ордена Ленина.
По состоянию на 1974 год являлась депутатом Харьковского областного Совета депутатов трудящихся.
В течение девятой пятилетки выполнила два пятилетних плана, в связи с чем получила поздравительное письмо от Генерального секретаря ЦК КПСС Л. И. Брежнева.
Член КПСС. Была делегатом XXIV и XXV съездов КПСС.
Проживала в Харькове. Умерла 2 ноября 1987 года.

## Награды и звания
| Дата награждения | Награда/звание                                                                                            | Наградной документ | Основание |
| ---------------- | --- | --- | --- |
| 31.12.1973       | Герой Социалистического Труда                                                                             | Указ Президиума Верховного Совета СССР «О присвоении звания Героя Социалистического Труда передовикам производства предприятий Министерства лёгкой промышленности СССР» от 31 декабря 1973 года | за выдающиеся успехи в выполнении заданий пятилетки и принятых социалистических обязательств на 1973 год, большой творческий вклад в увеличение производства товаров народного потребления и улучшение их качества |
| 31.12.1973       | Орден Ленина                                                                                              | Указ Президиума Верховного Совета СССР «О присвоении звания Героя Социалистического Труда передовикам производства предприятий Министерства лёгкой промышленности СССР» от 31 декабря 1973 года | за выдающиеся успехи в выполнении заданий пятилетки и принятых социалистических обязательств на 1973 год, большой творческий вклад в увеличение производства товаров народного потребления и улучшение их качества |
| 05.04.1971       | Орден Трудового Красного Знамени                                                                          | | за высокие трудовые достижения по итогам восьмой пятилетки |
|                  | Медали | | |
|                  | «Лучший работник лёгкой промышленности девятой пятилетки»                                                 | | |
|                  | Запись в книге трудовой славы района                                                                      | | |
|                  | Ударник коммунистического труда                                                                           | | |
|                  | Отличник социалистического соревнования УССР                                                              | | |
|                  | Победитель республиканского соревнования рабочих основных профессий в текстильной и лёгкой промышленности | | |